# 誤解 (戯曲)
『誤解』（ごかい、仏：Le Malentendu）は、1944年に初演されたアルベール・カミュの戯曲。3幕。

## 概説
舞台はある田舎の小さなホテルで、ここを経営する女性マルタとその母親は、暗い自国を抜け出して太陽の照る海辺の街で暮らすために、たびたび宿泊客を殺して金品を奪っていた。そこに、大昔に家を出ていったマルタの兄ジャンが身を立てるのに成功して戻ってくる。彼は母親たちを救うために戻ってきたのだが、彼女たちの悪事のことは知らず、驚かせる目的で自分の正体を隠したままこのホテルに宿泊する。羽振りがよく独り身と見えた彼は格好の餌食となり、マルタと母親はジャンを睡眠薬で眠らせて川に放り込む。しかし間もなく残されたパスポートから自分たちの肉親を殺してしまったことを知り、母親は絶望して息子の後を追うが、マルタはジャンの様子を見に来た彼の妻マリヤに冷たい言葉を投げつけて去っていく。
この物語は東欧で実際に起こった事件から着想を得ており、カミュはこの事件を小説『異邦人』（1942年）の中の三面記事として登場させている。後にカミュの古い記録の中から発見された日付のない「序文」の中では、カミュはこの劇を「現代の筋書きの中に宿命という古代のテーマを再び取り上げる」ことを試みたものと記している。『誤解』は『異邦人』『シーシュポスの神話』『カリギュラ』につづく「不条理」を主題にした作品群のひとつで、『カリギュラ』執筆のあと1942年から43年にかけて書かれたが、上演は『カリギュラ』よりも先であった。初演は1944年6月、パリのマチュラン座で、 マルセル・エラン（英語: Marcel Herrand）が演出およびジャン役、マリア・カザレス（英語: María Casares）がマルタ役であったが、初演時は評価されず、その後1945年9月に『カリギュラ』の上演が大きな成功を収めてから再評価された。